# Sean McCann
William Leonard Sean McCann (24 de septiembre de 1935 - 13 de junio de 2019) fue un actor canadiense que permaneció en escena durante más de 55 años, conocido por su papel como el teniente Jim Hogan en la serie dramática de televisión de la CBS de 1985 Night Heat (1985-1989), Frank Rittenhauer en la película de comedia Tommy Boy (1995) y el juez en Chicago (2002).
Sean McCann, ganador del premio Earle Grey por su trayectoria en la televisión, apareció en más de 150 películas, programas de televisión y obras de teatro.

## Primeros años
Sean McCann nació en Windsor, Ontario, el 24 de septiembre de 1935, hijo de Alta (de soltera Tobin) y Jack McCann.

## Carrera

### Roles y premios notables
McCann estuvo en The Law of Enclosures, con Sarah Polley y Diane Ladd. Apareció con Meryl Streep (...First Do No Harm), Nick Nolte (Affliction) y Chris Farley (Tommy Boy). Compartió tiempo en pantalla con Brenda Fricker y Miranda Richardson en Swann (por la cual McCann recibió una nominación al Genie al Mejor Actor de Reparto), Nicolas Cage en Atrapados en el paraíso, Kevin Bacon en The Air Up There, Sam Waterston en A House Divided, Peter Weller y Judy Davis en Naked Lunch (que obtuvo un premio de la Sociedad Nacional de Críticos de Cine), Brooke Shields y el fallecido Al Waxman en What Makes a Family, y Kurt Russell en Miracle. Apareció en la película Hank Williams: The Show He Never Gave (realizada para la televisión canadiense, diciembre de 1980).
En 1980, protagonizó la segunda temporada de la comedia de situación estadounidense distribuida a nivel nacional, The Baxters. En la serie, McCann interpretó a Jim Baxter, un padre de tres hijos de clase media que vive en un suburbio de San Luis. Producida originalmente por Norman Lear en su primera temporada, la serie fue la primera "comedia de situación interactiva" de este tipo, en la que la primera mitad de cada episodio de 30 minutos presentaba una viñeta que dramatizaba los acontecimientos de la vida de la familia Baxter, y la segunda la mitad era un segmento de un programa de entrevistas de "análisis instantáneo", que brindaba a la audiencia del estudio en vivo y a los invitados la oportunidad de expresar sus opiniones sobre el tema que se presentaba esa semana.
En 1999, ganó un premio Gemini al mejor actor invitado en una serie por Power Play. McCann fue nominado dos veces al premio Gemini a la mejor interpretación en una serie preescolar, por la amada Noddy de 1998 como el abuelo Noah Tomten. McCann fue destacado en los Premios Gemini de 1987 con una nominación al Mejor Actor de Reparto por su papel recurrente en Night Heat. McCann también protagonizó Possible Worlds, de Robert Lepage, ganadora del premio Genie, y apareció en Pequeños sacrificios nominada al Globo de Oro, con Farrah Fawcett. Además, McCann trabajó con directores tan legendarios como Sidney Lumet, Ken Russell, David Green, Paul Schrader y David Cronenberg.
En 1988, asumió un papel del que hablaba con mucho cariño: el primer ministro William Lyon Mackenzie King en The King Chronicle. Dirigida por el reconocido documentalista canadiense Donald Brittain, la miniserie fue una coproducción de CBC y NFB de 6 horas que se transmitió con gran éxito popular y crítico. Un año después, McCann se unió a las filas de artistas tan célebres como Lorne Greene, Kate Reid y Gordon Pinsent, cuando ganó el Premio Earle Grey.
También apareció en la producción del Festival Fringe de Toronto de Bad Skater, Good Hands.

### Otros intereses
McCann estudió en el Seminario St. Peter en London, Ontario, para prepararse para el sacerdocio.
Fanático del béisbol desde los días de su juventud, McCann se desempeñó como Scout Asociado aficionado con los Toronto Blue Jays desde sus primeros años, habló a menudo sobre béisbol ante organizaciones profesionales y fue nombrado miembro de la Junta Directiva del Salón de la Fama del Béisbol Canadiense.
McCann se postuló como candidato del Partido Liberal de Ontario en las elecciones generales de Ontario de 1977, contra Roy McMurtry en el distrito electoral de Eglinton.

## Vida personal
Desde 1968 hasta su muerte en 2019, estuvo casado con Andrée Paquet durante 51 años y tuvo cinco hijos.

### Muerte
McCann murió el 13 de junio de 2019 en Toronto, Ontario, a la edad de 83 años debido a una insuficiencia cardíaca provocada por una enfermedad cardíaca que había sufrido durante la mayor parte de su vida.

## Filmografía

### Películas
| Año  | Título                                | Papel                          | Notas                       |
| ---- | ------------------------------------- | ------------------------------ | --------------------------- |
| 1974 | A Quiet Day in Belfast                | Peter O'Lurgan                 |                             |
| 1975 | Sudden Fury                           | Polanski                       |                             |
| 1976 | The Far Shore                         | Cluny                          |                             |
| 1977 | Lo oculto                             | Inspector                      | Segmento: "Hollywood 1936"  |
| 1977 | Starship Invasions                    | Carl                           |                             |
| 1978 | Three Card Monte                      | Vendedor de automóviles        |                             |
| 1979 | Title Shot                            | Teniente Grace                 |                             |
| 1980 | Nothing Personal                      | Jake                           |                             |
| 1980 | Hog Wild                              | Coronel Warner                 |                             |
| 1980 | Atlantic City                         | Detective                      | Acreditado como Sean McCaan |
| 1980 | Hank Williams: The Show He Never Gave | Jack                           |                             |
| 1981 | Death Hunt                            | Reportero                      |                             |
| 1981 | Tulips                                | Roger                          |                             |
| 1981 | Silence of the North                  | Hombre en la línea de sopa     |                             |
| 1982 | I Know a Secret                       | Six-Toed Jimmy                 | Cortometraje                |
| 1985 | One Step Away                         |                                |                             |
| 1986 | The High Price of Passion             | John Benedict                  |                             |
| 1986 | Flying                                | Jack Crew                      |                             |
| 1986 | In This Corner                        | Joe Dunne                      |                             |
| 1988 | Criminal Law                          | Jacob Fisher                   |                             |
| 1994 | The Air Up There                      | Ray Fox                        |                             |
| 1994 | Atrapados en el paraíso               | Jefe Bernie Burnell            |                             |
| 1994 | Heritage Minutes: Agnes Macphail      | The Warden                     |                             |
| 1995 | Tommy Boy                             | Frank Rittenhauer              |                             |
| 1995 | Iron Eagle IV                         | Wilcox                         |                             |
| 1996 | Swann                                 | Homer                          |                             |
| 1997 | Affliction                            | Evan Twombley                  |                             |
| 1998 | Simon Birch                           | Chief Al Cork                  |                             |
| 1999 | Woman Wanted                          | Kevin                          |                             |
| 2000 | Possible Worlds                       | Inspector Berkley              |                             |
| 2000 | The Law of Enclosures                 | Hank                           |                             |
| 2002 | Chicago                               | Juez                           |                             |
| 2004 | Miracle                               | Walter Bush                    |                             |
| 2005 | The River King                        | Ernest Grey                    |                             |
| 2012 | Let the Daylight Into the Swamp       | Donal St. Jules                |                             |
| 2014 | The Big Fat Stone                     | Abogado defensor Simon Trumble |                             |
| 2015 | No Deposits                           | Negociador de rehenes          |                             |
| 2017 | Born Dead                             | Padre McKenna                  |                             |
| 2019 | Goalie                                | Red Storey                     |                             |
| 2021 | Defining Moments                      | Tendero                        |                             |

### Televisión
| Año       | Título                    | Papel                  | Notas                                    |
| --------- | ------------------------- | ---------------------- | ---------------------------------------- |
| 1982      | Off Your Rocker           | Lou Carmen             | Película de televisión                   |
| 1985-1989 | Night Heat                | Teniente Jim Hogan     | 96 episodios                             |
| 1988      | The King Chronicle        | Mackenzie King         | Miniserie                                |
| 1989      | Pequeños sacrificios      | Russell Wells          | Película de televisión                   |
| 1991      | Scales of Justice         | Malcolm Robb           | Episode "Regina v Stewart"               |
| 1994      | Wild C.A.T.s              | Marlowe (voz)          | Episodios: "Pilot" and "Cry of the Coda" |
| 1995-2003 | Little Bear               | Abuelo Oso (voz)       | 14 episodios                             |
| 1998      | Dogboys                   | Pappy                  | Película de televisión                   |
| 1998      | Evidence of Blood         | Theodore Warfield      | Película de televisión                   |
| 1998-2000 | The Noddy Shop            | Noah Tomten            | 66 episodios                             |
| 1998      | Power Play                | Ray Malone             | 3 episodios                              |
| 2000      | A House Divided           | Rutherford             | Película de televisión                   |
| 2000-2001 | George Shrinks            | Russell Copeland (voz) | 3 episodios                              |
| 2001      | The Day Reagan Was Shot   | Donald Regan           | Película de televisión                   |
| 2003      | The Pentagon Papers       | John Mitchell          | Película de televisión                   |
| 2005-2006 | Naturally, Sadie          | Dr. W.S. Finch         | 7 episodios                              |
| 2011      | Haven                     | Dom Novelli            | Episodio: "Roots"                        |
| 2014      | Best Christmas Party Ever | Arthur Tyrell          | Película de televisión                   |